# اسکار میشو
اسکار میشو (انگلیسی: Oscar Micheaux; ۲ ژانویهٔ ۱۸۸۴ – ۲۵ مارس ۱۹۵۱) کارگردان فیلم، فیلم‌نامه‌نویس و نویسنده داستان‌های کوتاه اهل ایالات متحده آمریکا بود.
وی در کارگردان فیلم‌هایی همچون فریب و تبعید بوده‌است. میشو همچنین برندهٔ جوایزی همچون جایزه انجمن کارگردانان آمریکا شده‌است.